# Heinrich Dollwetzel
Heinrich Dollwetzel (* 30. März 1912 in Hamburg; † 23. April 1966 in Berlin) war ein Generalmajor der Kasernierten Volkspolizei (KVP) und Nationalen Volksarmee.

## Leben
Als Sohn des Arbeiters und KPD-Funktionärs Max Dollwetzel begann er ab 1926 eine Lehre zum Schlosser. 1930 beendete Dollwetzel seine Ausbildung und war bis 1933 arbeitslos. Bereits 1932 trat er der KPD bei. Nach der Machtübertragung an die Nationalsozialisten emigrierte er 1933 über Dänemark in die Sowjetunion. Hier blieb er bis 1937 und schloss sich danach während des Spanischen Bürgerkriegs den Internationalen Brigaden in Spanien an. Dollwetzel diente von 1937 bis 1938 als Panzerkommandant auf Seiten der Republik. 1939 kehrte er in die Sowjetunion zurück und arbeitete hier als Betriebsschlosser und später als Mitarbeiter im Innenministerium.

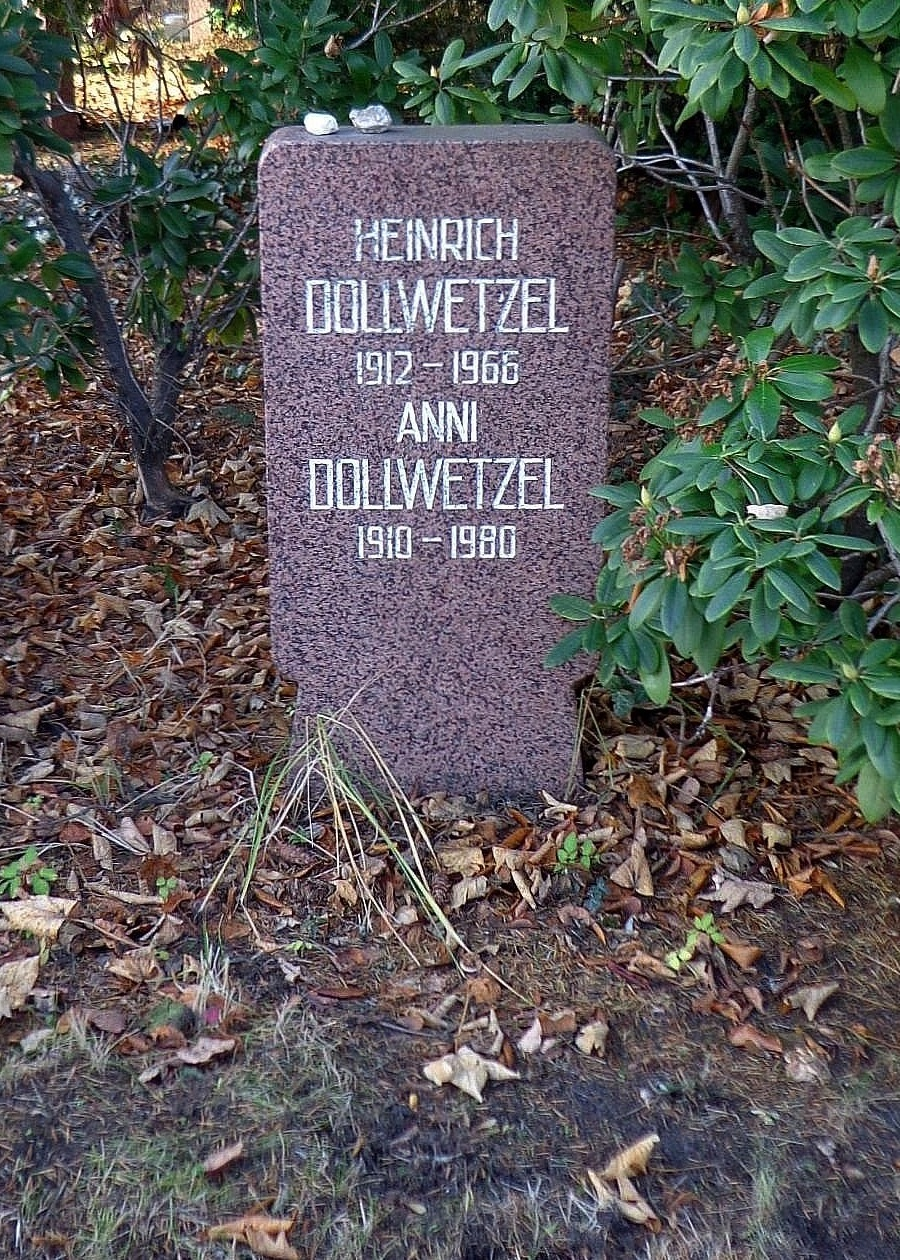
Grabstätte

1948 kehrte Dollwetzel nach Deutschland zurück, trat in die Deutsche Volkspolizei und in die SED ein. Nach wechselnden Positionen und Funktionen diente er von August 1954 bis November 1955 zunächst im Range eines Obersts als Stellvertreter des Chefs der Kasernierten Volkspolizei für Ausbildung und Lehranstalten. Am 1. November 1954 wurde er zum Generalmajor ernannt. 1956 war er Mitglied des Kollegiums des Ministeriums für Nationale Verteidigung und 1. Stellvertreter des Ministers für Nationale Verteidigung. Aufgrund dienstlicher Vorkommnisse – wenngleich seine Parteitreue nicht angezweifelt wurde, genoss er militärfachlich keinen guten Ruf – wurde er bald von diesem Posten entbunden und durch Generalmajor Friedrich Dickel ersetzt. Von 1956 bis 1958 fungierte Dollwetzel als Leiter der Offiziersschulen in Döbeln und in Plauen und 1958/59 als Kommandeur der Offiziershochschule bzw. der Militärakademie Dresden. 1959 wurde er aus Gesundheitsgründen in die Reserve versetzt, doch schon 1960 kurzzeitig als Stellvertreter des Chefs der Verwaltung Ausbildung im Ministerium für Nationale Verteidigung reaktiviert. Am 30. Juni 1961 wurde er aus dem Militärdienst entlassen.
Die Urnen Heinrich Dollwetzels und seiner Ehefrau Anni wurden in der Grabanlage Pergolenweg des Berliner Zentralfriedhofs Friedrichsfelde beigesetzt.

## Auszeichnungen
- 6. Mai 1955 Vaterländischer Verdienstorden in Silber[2]